# Tour de télévision d'Erevan
La tour de télévision d'Erevan est une tour de 311,7 mètres située sur la colline de Nork, dans le quartier de Nork-Marach, à Erevan en Arménie. 

## Caractéristiques
Cette tour émettrice de télévision est construite en treillis d'acier. Elle comporte deux étages de locaux techniques. Peinte en rouge et blanc, elle est actuellement le point culminant de la ville et l'une des plus hautes tours du monde d'émission d'ondes de télévision. Depuis 2011, la tour est illuminée le soir par des lumières multicolores.

## Histoire
La tour fut construite de 1974 à 1977 en remplacement de l'ancienne tour haute de 180 mètres. Le succès des chaînes de télévision nationales en Arménie étant au rendez-vous, la tour de 1956 n'était techniquement plus suffisante pour satisfaire à la demande. Le 29 novembre 1977, la nouvelle tour était en service.